# Papeete
Papeete (AFI: /papeˈɛte/, in tahitiano Papeʻete [papeʔete]) è un comune francese di 26 017 abitanti, capoluogo della Polinesia francese, collettività d'oltremare della Francia nell'oceano Pacifico. Situata sulla costa settentrionale dell'isola di Tahiti nella divisione amministrativa delle Isole del Vento, la sua area urbana aveva 136 771 residenti nel 2017 dei quali 26 926 abitavano nel comune propriamente detto. La città è il maggiore centro abitato della Polinesia francese, ospita le principali istituzioni ed è un importante centro turistico, possedendo tra l'altro l'unico aeroporto internazionale della collettività d'oltremare, l'Aeroporto Internazionale Faa'a.

## Geografia fisica
Il comune è affacciato sulla costa settentrionale dell'isola di Tahiti, la principale dell'arcipelago delle Isole del Vento, e confina a est con il comune di Pirae e a ovest con quello di Faaʻa.

### Clima
Papeete gode di un clima tropicale equatoriale (Af secondo la classificazione dei climi di Köppen).
| Papeete             | Mesi | Mesi | Mesi | Mesi | Mesi | Mesi | Mesi | Mesi | Mesi | Mesi | Mesi | Mesi | Stagioni | Stagioni | Stagioni | Stagioni | Anno  |
| Papeete             | Gen  | Feb  | Mar  | Apr  | Mag  | Giu  | Lug  | Ago  | Set  | Ott  | Nov  | Dic  | Inv      | Pri      | Est      | Aut      | Anno  |
| ------------------- | ---- | ---- | ---- | ---- | ---- | ---- | ---- | ---- | ---- | ---- | ---- | ---- | -------- | -------- | -------- | -------- | ----- |
| T. max. media (°C)  | 30,1 | 30,2 | 30,6 | 30,3 | 29,4 | 28,5 | 27,8 | 27,9 | 28,1 | 28,8 | 29,2 | 29,6 | 30,0     | 30,1     | 28,1     | 28,7     | 29,2  |
| T. min. media (°C)  | 23,7 | 23,8 | 23,9 | 23,7 | 22,9 | 21,7 | 21,4 | 21,3 | 21,6 | 22,2 | 22,9 | 23,4 | 23,6     | 23,5     | 21,5     | 22,2     | 22,7  |
| Precipitazioni (mm) | 314  | 226  | 186  | 126  | 101  | 63   | 59   | 50   | 52   | 91   | 152  | 295  | 835      | 413      | 172      | 295      | 1 715 |

## Etimologia
Papeete (dal tahitiano pape, acqua, e ʻete, cesta) designa in origine uno dei quartieri della borgata di Nanu, situata tra il quartiere Paofai e la cattedrale. Esistono diverse traduzioni di questo toponimo attestate in diverse opere, tra cui l'«acqua in forma di cesta», l'«acqua della cesta», la «cesta d'acqua» e il «paniere dell'acqua». Il porto di questa borgata è conosciuto dai marinai del XIX secolo con il nome di Wilks’ Harbour, in onore di Matthew Wilks della Società missionaria di Londra.

## Storia

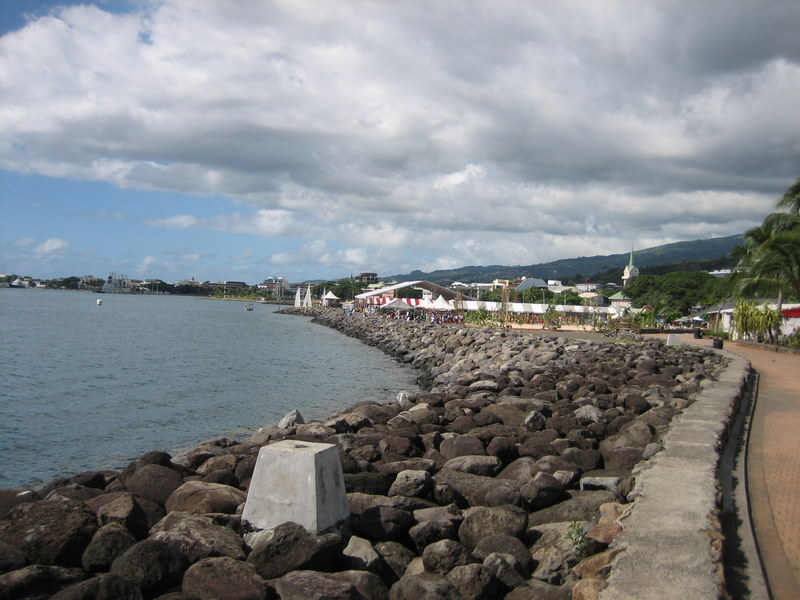
Vista del porto di Papeete

Il sito su cui oggi sorge Papeete fu designato dal missionario britannico William Crook nel 1818. La regina Pōmare IV vi spostò poi la sua corte nei tardi anni 1820 e la rese la sua capitale, facendo sì che in città crescesse un porto commerciale. Pape'ete rimase successivamente capitale di Tahiti anche dopo che la Francia prese il controllo delle isole tahitiane e ne fece un protettorato nel 1842. Mezza Papeete fu poi distrutta da un grande incendio nel 1884 e danneggiata da un ciclone nel 1906.
Fra i personaggi legati alla città si ricordano Herman Melville, che venne imprigionato a Papeete nel 1842 e le cui esperienze qui furono alla base del romanzo Omoo; Paul Gauguin che la visitò nel 1891 e che, fatta eccezione per il biennio 1893-1895, non ritornò mai in Francia. Anche Robert Louis Stevenson e Henry Brooks Adams passarono del tempo a Papeete nel 1891.
Allo scoppio della prima guerra mondiale, la città e le installazioni portuali furono bombardate dallo squadrone dell'Asia orientale (in tedesco Ostasiengeschwader) della Kaiserliche Marine tedesca (Bombardamento di Papeete).
Nel settembre 1995 (ma simili eventi per le stesse cause si erano verificati nel 1987), dopo che il governo di Jacques Chirac andò avanti con i suoi piani di test nucleari al largo dell'atollo di Mururoa, ci furono per tre giorni grandi sommosse a Papeete. L'aeroporto di Tahiti-Faa'a fu quasi distrutto dai rivoltosi e 40 persone rimasero ferite nella difficile situazione di caos generale.

## Società

### Evoluzione demografica
L'evoluzione del numero di abitanti è conosciuta attraverso i censimenti della popolazione effettuati nel comune sin dal 1971. A partire dal 1º gennaio 2009, i risultati concernenti la popolazione regolare dei comuni sono pubblicati annualmente nel quadro di un censimento che si basa ormai su una raccolta annuale di dati che riguarda in seguito tutti i territori comunali per un periodo di cinque anni. Per i comuni con più di 10 000 abitanti i censimenti hanno luogo ogni anno in seguito di un'indagine per sondaggi di indirizzi campione rappresentanti l'8% dei recapiti totali, contrariamente agli altri comuni che svolgono un censimento ogni cinque anni.
Al 2012, il comune contava 25 769 abitanti.
| 1996   | 2002   | 2007   | 2012   |
| ------ | ------ | ------ | ------ |
| 25 553 | 26 222 | 26 017 | 25 769 |

## Cultura

### Istruzione

#### Scuole
Sono presenti sul territorio i seguenti istituti scolastici:
- Liceo Paul-Gauguin: è l'antica école centrale. È laico ed è stato creato nel 1905.
- Liceo-scuola media La Mennais: privato e cattolico.
- Scuola media Pomare: privata e protestante
- Scuola media Anne Marie Javouhey: privata e cattolica.
- Scuola media Tipaerui
- Scuola media Taaone

## Infrastrutture e trasporti

### Aeroporti
L'aeroporto internazionale di Papeete, l'Aeroporto Internazionale Faa'a, fu completato e aperto nel 1962.